# 茶嶺縣
茶嶺县:879（越南语：／）是越南高平省历史上的一个旧县。面积251.18平方千米，2020年总人口22354人。

## 地理
茶岭县北接中国广西壮族自治区，西邻河广县，南接和安县和广渊县，东临重庆县。

## 历史
阮朝时，茶岭县属于高平省和安府石林县茶岭总。保大十九年（1944年），殖民政府以和安府、重庆府、河广府之地析置镇边州，下辖茶岭总、玉管总、安宁总和安乐总四总，州莅茶岭社。
1948年3月25日，北越政府改州为县，改设镇边县。
1958年3月20日，镇边县更名为茶岭县。
1999年8月11日，茶岭县雄国社改制为雄国市镇。
2020年1月10日，姑迈社并入光汉社，刘玉社并入光荣社。
2020年2月11日，国瓒社并入广和县，茶岭县并入重庆县。

## 行政区划
茶岭县下辖1市镇9社，县莅雄国市镇。
- 雄国市镇（Thị trấn Hùng Quốc）
- 高彰社（Xã Cao Chương）
- 光汉社（Xã Quang Hán）
- 光中社（Xã Quang Trung）
- 光荣社（Xã Quang Vinh）
- 国瓒社（Xã Quốc Toản）
- 知方社（Xã Tri Phương）
- 春内社（Xã Xuân Nội）